# Santiago Llano Grande
Santiago Llano Grande är en ort i Mexiko.   Den ligger i kommunen Santiago Llano Grande och delstaten Oaxaca, i den sydöstra delen av landet, 300 km söder om huvudstaden Mexico City. Santiago Llano Grande ligger 77 meter över havet och antalet invånare är 1 880.
Terrängen runt Santiago Llano Grande är platt. Runt Santiago Llano Grande är det mycket glesbefolkat, med 6 invånare per kvadratkilometer. Närmaste större samhälle är Cuajinicuilapa de Santa Maria, 13,3 km väster om Santiago Llano Grande. Trakten runt Santiago Llano Grande består till största delen av jordbruksmark.